# 톈진 서역

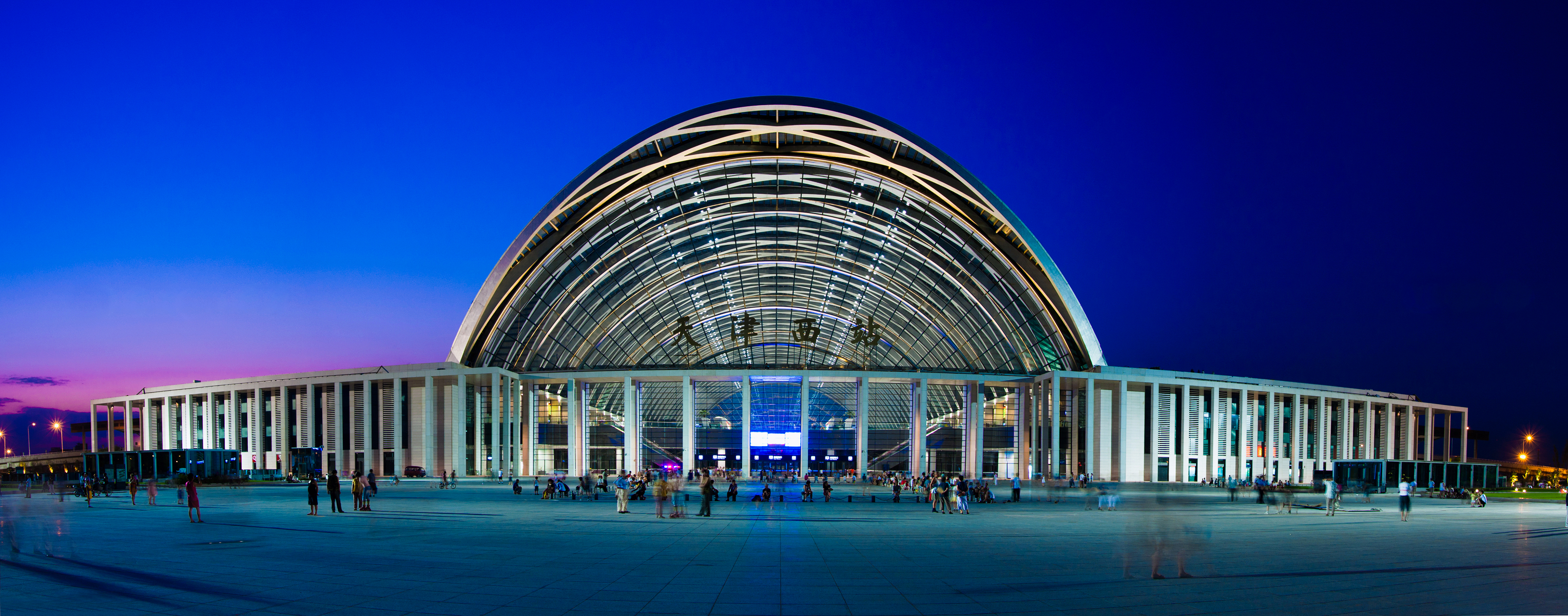
톈진 서역

톈진 서역(天津西站)은 중화인민공화국 톈진시 훙챠오 구에 위치하는 중화인민공화국 철도부(중국 국철) 톈진 지하철의 역이며, 통칭은 서역이다.

## 중국 국철
- 징후선
- 징하선
- 진탕지선(화물선)
- 톈진 지하철

■1호선

## 역구조

### 국철
지상역은 징후선 노선 선상에 있으며, 여객과 화물 모두 취급하는 일등역(여객)이다. 총면적은 70만 km2이며, 이전에는 진푸선이 지나갔지만, 1969년에 징하선과 연결되어 징후선의 중간역이 되었다. 2004년에는 56 주요 왕복 여객열차가 설정되어 있어 그 중 11 왕복은 직행 특쾌가 통과한다.
독일식 신고전주의 건축의 역사는 톈진시의 중점보호건축물로 지정되어 있다. 또 역사에는 귀빈 대합실이 갖추어져 있고, 그 외에 연석 대합실, 보통 대합실이 있다. 역전 광장 중앙에 있는 서양식 건축물은 현재 연석 대합실이 되고 있다.
화물 수송에 대해서는, 톈진 서역과 함께 서영문 화물역이며, 진탕장 화물역(진탕지선을 포함)도 관할하고 있어, 톈진 서역은 2등 화물역이다. 취급 가능한 화물의 최대 중량은 20t, 화물의 처리 능력은 년간 113만이다.
2008년부터 보수 공사가 시작되었다. 징후고속선, 징진청제선(징진 도시철도)이 지하에 노선 연장해 홈은 13면 21선으로 정비된다. 그 중 고속열차용은 9면17선, 재래선용은 4면7선이다. 역사 리노베이션 공사에는 남북 2개소에 새롭게 역사를 마련해 과선교상의 대합실 설치, 남북 역전광장 연결 지하통로, 수화물 용지 통로를 마련하는 것이 포함되어 있다.

### 지하철
현재는 1호선 역이다. 6호선이나 연결될 예정이다. 상대식 홈 2면 2선의 지하역. 홈에는 홈 도어가 설치되어 있어 지하 2층 연결통로에서 상하선의 홈이 연결되고 있다.

## 역주변
- 베이다 의원
- 톈진 제 71 중학
- 서역 장거리 버스 터미널

## 역사
1898년 (광서 24년) 청나라 정부와는 상관없이 영국, 독일 자본가들이 독단으로 진진철도(톈진, 진강 철도)의 건설을 하청받는 것을 결정하였지만, 청나라 정부는 압력에 굴해, 1908년 (광서34년)에 차관에 동의하였으며, 노선명도 진포철도 고쳐졌다.
진포철도의 북부 구간은 당시 공사가 시작되었고, 현재의 정해현 낭왕장에서 공사를 시작했지만, 톈진 기점의 위치가 결정되지도 않은 상황이었다. 철로 대신 려해환이 파견한 조사원이 보낸 결정적인 보고서에는 하북조가장 부근의 공터는 2경으로 보고 하였었다. 당시 하북 조가장은 현재의 훙챠오구 남운하 일대였지만, 당시의 남 운하는 지금과 같이 굽은 상태가 아니라, 이 강의 북해안 전부를 하북 조가장이라고 불렀는데, 현재의 톈진서역에서 500m도 떨어지지 않은 곳이었다. 이렇게 조가장 역이 건설되어, 이것이 현재의 톈진서역이며, 조가장역의 작은 양옥 구조의 역사는 지금 톈진 서역의 대합실로 현존하고 있다.

### 국철
- 1909년 (선통원년 ) 8월 - 건설공사 시작
- 1910년 (선통 2년) 12월 14일 - 영업 시작.
- 1993년 1월 - 보수 공사 시작
- 1995년 말 공사 완성. 그러나 부실 공사의 의혹에 의해 재보수.
- 2003년 - 톈진 시의 출자에 의해 1번 홈에서 통관 수속을 위한 보수공사를 실시하였고, 홈 가건물의 보수와 홈의 크기를 확장

### 지하철
- 1984년 12월 28일 - 개업.
- 2001년 10월 * [[19일 - 리뉴얼 공사를 위해 운전중지.
- 2006년 6월 12일 - 재 개통.

## 주변 역

### 국철
- 징하선
  - 하얼빈 방면
- 톈진 서역 - 톈진 역
- 베이징 방면
  - 톈진 서역 - (난창역) - 랑방역
- 징후선
  - 랑방역 - (난창역) - 톈진서역 - 조장역
- 진탕지선
  - 톈진서역 - 서병영의 문역(화물만)

### 지하철
■1호선
서북각역 - 서역 - 홍호리역

## 같이 보기
- 톈진역
- 톈진 지하철